# Billie Bennett
Billie Bennett (23 de octubre de 1874 - 19 de mayo de 1951) fue una actriz que trabajó durante la era de cine mudo. Apareció en 52 películas entre 1913 y 1930. Nació en Evansville (Indiana), y murió en Los Ángeles, California.
En The Fixers: Eddie Mannix, Howard Strickling and the MGM Publicity Machine, escrita por E. J. Fleming en 2004, afirma que después de haberse retirado de su carrera, empezó a dirigir un burdel de clase alta en una ciudad de Los Ángeles. Varias de sus clientas fueron maquilladas para que parezcan actrices de esa época, hasta se sometieron a alteraciones quirúrgicas para lograr ese parecido. Gran parte del burdel fue dirigido por MGM para que cortejaran con las clientas en distribuidores y expositores extranjeros.

## Filmografía
- Almost a Rescue (1913)
- The House in the Tree (1913)
- Mabel's Busy Day (1914)
- The Masquerader (1914)
- Tillie's Punctured Romance (1914)
- Fatty's Chance Acquaintance (1915)
- Court House Crooks (1915)
- Hearts and Sparks (1916)
- Fighting Cressy (1919)
- The Courage of Marge O'Doone (1920)
- Robin Hood (1922)
- The Eternal Three (1923)
- Blood Test (1923)
- The Wall Street Whiz (1925)
- Lady Windermere's Fan (1925)
- The Wyoming Wildcat (1925)
- Ranson's Folly (1926)
- Memory Lane (1926)
- The Amateur Gentleman (1926)
- The Claw (1927)
- Marriage (1927)
- The Slaver (1927)
- The Sonora Kid (1927)
- My Lady's Past (1929)
- One Romantic Night (1930)